# La vida secreta
La vida secreta es el primer álbum de estudio del músico argentino Félix Cristiani, apodado simplemente Félix, bajista de la banda de Daniel Melero. Fue lanzado en 2007 bajo el sello independiente chileno Quemasucabeza.

## Lista de canciones
Toda la música compuesta por Félix, salvo que se indique lo contrario. 
| La vida secreta |                   |                  |          |  |
| N.º             | Título            | Música           | Duración |  |
| 1.              | «La vida secreta» |                  | 3:56     |  |
| 2.              | «Irreal»          |                  | 2:55     |  |
| 3.              | «La espera»       |                  | 3:34     |  |
| 4.              | «Molestias»       | Cristiani, Nuñez | 4:03     |  |
| 5.              | «Problemas»       |                  | 4:30     |  |
| 6.              | «Calor»           |                  | 3:38     |  |
| 7.              | «Indiferente»     |                  | 2:44     |  |
| 8.              | «Siete días»      |                  | 3:41     |  |
| 9.              | «Frases hechas»   |                  | 3:00     |  |
| 32:01           |                   |                  |          |  |